# Кунинська сільська рада
| Кунинська сільська рада — орган місцевого самоврядування у Жовківському районі Львівської області з адміністративним центром у с. Кунин. Історична дата утворення: в 1976 році. Водоймища на території, підпорядкованій даній раді: річка Деревенка. Сільській раді підпорядковані населені пункти: - с. Кунин - с. Бір-Кунинський - с. Гринчуки - с. Хитрейки - с. Цитуля |

## Склад ради
Рада складається з 16 депутатів та голови.

### Керівний склад ради
| ПІБ                    | Основні відомості                                                               | Дата обрання | Дата звільнення |
| ---------------------- | ------------------------------------------------------------------------------- | ------------ | --------------- |
| Тенета Богдан Іанович  | Сільський голова, 1963 року народження, освіта, безпартійний                    | 26.03.2006   | 31.10.2010      |
| Тенета Богдан Іванович | Сільський голова, 1963 року народження, освіта середня спеціальна, безпартійний | 31.10.2010   |                 |

Примітка: таблиця складена за даними джерела